# امیل دروار
امیل دروار (فرانسوی: Émile Druart‎) کماندار اهل بلژیک بود. از افتخارات وی میتوان به کسب مدال نقره در بازی‌های المپیک تابستانی ۱۹۰۰ اشاره کرد.